# Кођола
Кођола (итал. Coggiola) је насеље у Италији у округу Бијела, региону Пијемонт.
Према процени из 2011. у насељу је живело 1611 становника. Насеље се налази на надморској висини од 513 м.

## Становништво
| 1936. | 1951. | 1961. | 1971. | 1981. | 1991. | 2001. | 2011. |
| ----- | ----- | ----- | ----- | ----- | ----- | ----- | ----- |
| 3.840 | 4.012 | 3.932 | 3.430 | 3.045 | 2.579 | 2.360 | 1.996 |